# William E. Jenner

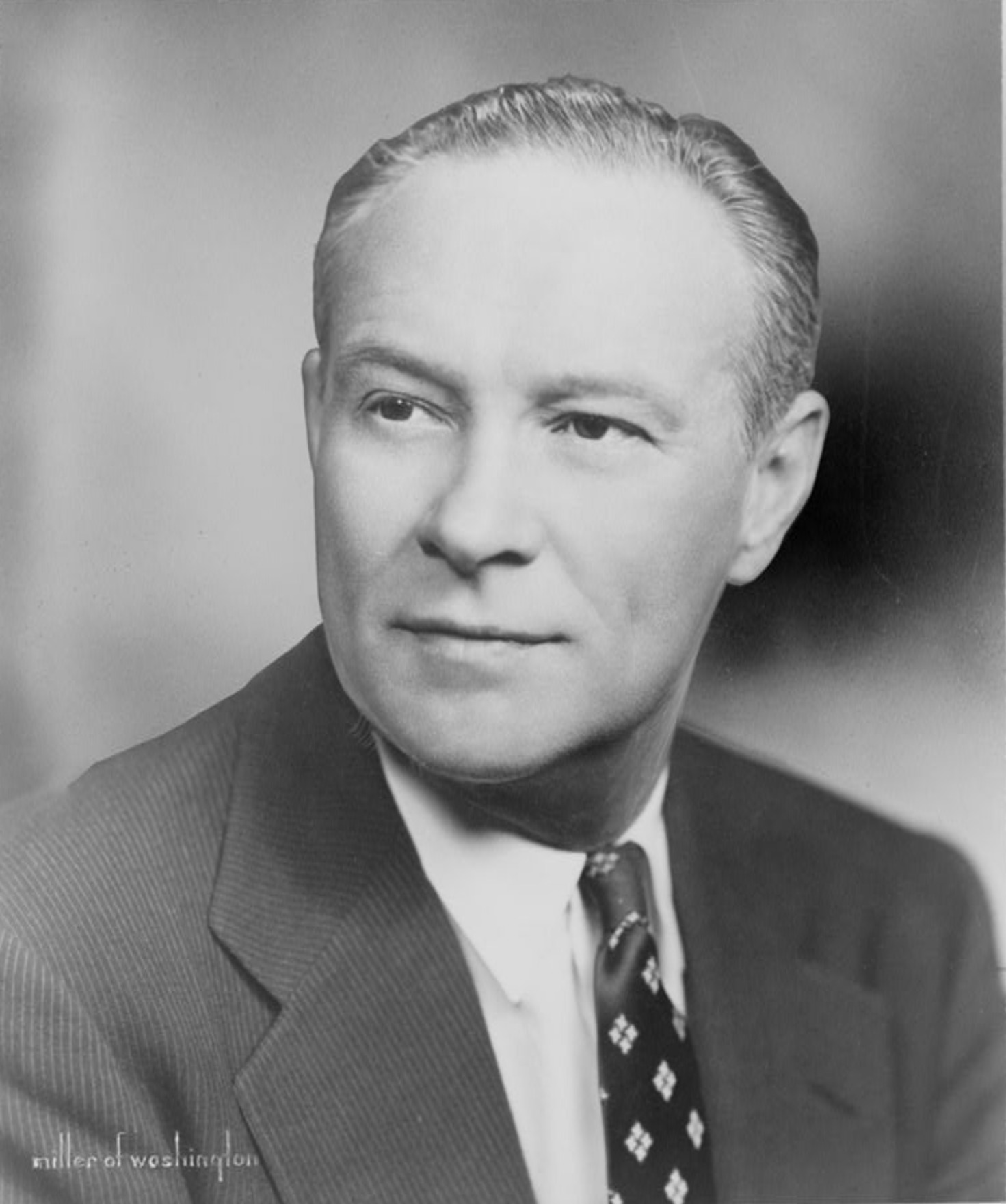
William E. Jenner

William Ezra Jenner (* 21. Juli 1908 in Marengo, Crawford County, Indiana; † 9. März 1985 in Bedford, Indiana) war ein US-amerikanischer Politiker (Republikanische Partei), der den Bundesstaat Indiana im US-Senat vertrat.
Nach dem Schulbesuch schrieb sich William Jenner an der Indiana University in Bloomington ein, wo er im Jahr 1930 zunächst seinen allgemeinen Abschluss machte und wenig später sein juristisches Examen ablegte. Daraufhin begann er als Anwalt in Paoli zu praktizieren. 1934 wurde er in den Senat von Indiana gewählt, in dem er von 1937 bis 1939 Fraktionschef der oppositionellen Republikaner war; nach dem Wahlerfolg seiner Partei fungierte er bis 1941 als Majority Leader und Senatspräsident pro tempore.
Um nach dem Eintritt der Vereinigten Staaten in den Zweiten Weltkrieg beim Militär dienen zu können, legte Jenner sein Mandat 1942 nieder. Zwei Jahre später kehrte er im Rang eines Captain vom Übersee-Einsatz zurück und trat am 14. November 1944 die Nachfolge des verstorbenen US-Senators Frederick Van Nuys an. Diese erste Amtszeit in Washington endete bereits am 3. Januar 1945 wieder. Im folgenden Jahr bewarb Jenner sich um den zweiten Senatssitz für Indiana und war siegreich, worauf er am 3. Januar 1947 erneut in den Kongress einzog.
Während seiner zweiten Amtszeit, die sich nach einer Wiederwahl bis zum 3. Januar 1959 erstreckte, gehörte Jenner im Senat zu den Anhängern von Joseph McCarthy. Nach der Abberufung von General Douglas MacArthur als Oberbefehlshaber der US-Truppen im Koreakrieg forderte er die Amtsenthebung von Präsident Harry S. Truman. Er erklärte öffentlich: „Dieses Land ist in der Hand eines inneren Zirkels, der von Agenten der Sowjetunion befehligt wird. Unsere einzige Wahl ist es, Präsident Truman des Amtes zu entheben und herauszufinden, wer der geheimen unsichtbaren Regierung angehört, die unser Land so geschickt auf den Weg der Zerstörung geführt hat.“
Jenner beschuldigte ferner die Vereinten Nationen, das amerikanische Bildungssystem infiltriert zu haben. 1958 trat er nicht mehr zur Wiederwahl an; stattdessen arbeitete er fortan wieder als Jurist in Bedford, wo er 1985 starb.